# Arnoldshain
Arnoldshain ist ein Ortsteil der Gemeinde Schmitten im Taunus im südhessischen Hochtaunuskreis.

## Geographie

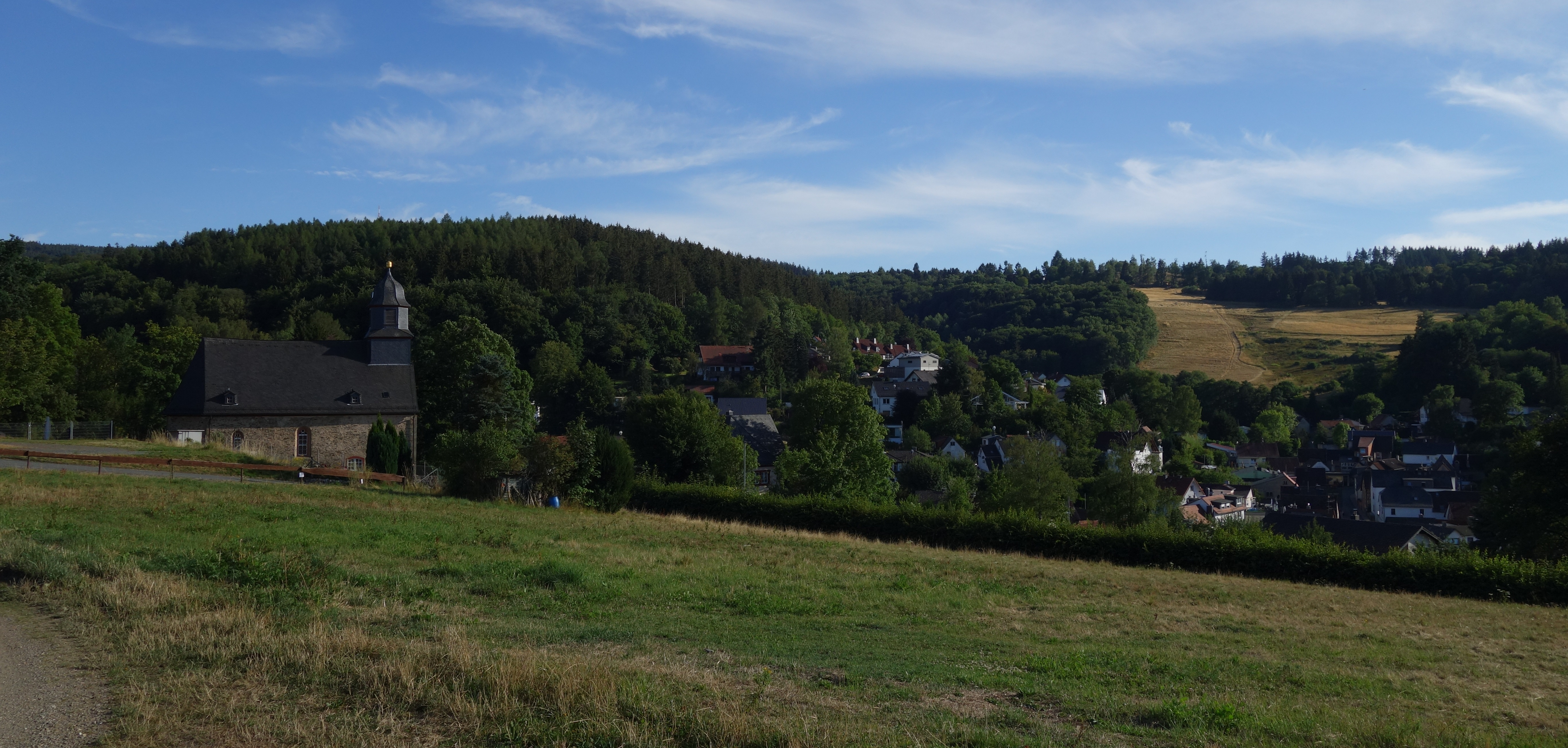
Junkernberg (links) und Arnoldshainer Wiesenhang (rechts)

Arnoldshain liegt im Hohen Taunus. Von Westen wird der Ort überragt vom Berg Pfaffenrod (596,2 m), von Osten beziehungsweise Nordosten von Fauleberg (633,4 m) und Großer Eichwald (633,4 m) sowie im Südosten Krimmelberg (639,7 m) und Junkernberg (636 m). Im Norden, bereits am Übergang zum Kernort Schmitten, erhebt sich der Schellenberg (554,3 m).
Trotz seiner Höhe von 468 bis 672 Metern über Normalnull herrscht ein durch Tallage und Windleelage günstiges Klima, das sogar als Heilklima bezeichnet wird.
Zu Arnoldshain gehören zwei kleinere Wohngebiete, die Hegewiese und das Galgenfeld oberhalb des Arnoldshainer Wiesenhangs. Beide sind ehemalige Wochenendsiedlungen, heute aber Wohngebiete mitten im Wald. Arnoldshain hat insgesamt 1917 Einwohner.

## Geschichte

### Ortsgeschichte
Die älteste bekannte schriftliche Erwähnung von Arnoldshain erfolgte unter dem Namen Arnoldishagin und wird in die Zeit 1215–1222 datiert.
Arnoldshain gehörte zunächst zur Herrschaft Hattstein, kam später zum Teil unter Reifenberger (Bassenheimer) Herrschaft.
Im Zuge der Gebietsreform in Hessen wurde die bis dahin selbständige Gemeinde Arnoldshain kraft Landesgesetz mit weiteren, bis dahin selbstständigen Gemeinden, zum 1. August 1972 zur heutigen Großgemeinde Schmitten zusammengeschlossen. Seitdem ist Arnoldshain ein Ortsteil der Gemeinde Schmitten. Letzter Bürgermeister der eigenständigen Gemeinde Arnoldshain war Hans Kinkel. Ortsbezirke nach der Hessischen Gemeindeordnung wurden in Schmitten nicht gebildet.

### Verwaltungsgeschichte im Überblick
Die folgende Liste zeigt die Staaten und Verwaltungseinheiten, denen Arnoldshain angehört(e):
- vor 1803: Heiliges Römisches Reich, Herrschaft Reifenberg
- ab 1803: Heiliges Römisches Reich, Nassau-Usingen, Amt Reifenberg
- ab 1806: Herzogtum Nassau,[Anm. 2] Amt Reifenberg
- ab 1815: Herzogtum Nassau, Amt Usingen
- ab 1849: Herzogtum Nassau, Kreisamt Idstein[Anm. 3]
- ab 1854: Herzogtum Nassau, Amt Usingen
- ab 1867: Norddeutscher Bund, Königreich Preußen,[Anm. 4] Provinz Hessen-Nassau, Regierungsbezirk Wiesbaden, Obertaunuskreis[Anm. 5]
- ab 1871: Deutsches Reich, Königreich Preußen, Provinz Hessen-Nassau, Regierungsbezirk Wiesbaden, Obertaunuskreis
- ab 1886: Deutsches Reich, Königreich Preußen, Provinz Hessen-Nassau, Regierungsbezirk Wiesbaden, Kreis Usingen
- ab 1918: Deutsches Reich, Freistaat Preußen, Provinz Hessen-Nassau, Regierungsbezirk Wiesbaden, Obertaunuskreis
- ab 1932: Deutsches Reich, Königreich Preußen, Provinz Hessen-Nassau, Regierungsbezirk Wiesbaden, Obertaunuskreis
- ab 1933: Deutsches Reich, Königreich Preußen, Provinz Hessen-Nassau, Regierungsbezirk Wiesbaden, Landkreis Usingen
- ab 1944: Deutsches Reich, Freistaat Preußen, Provinz Nassau, Landkreis Usingen
- ab 1945: Deutsches Reich, Amerikanische Besatzungszone,[Anm. 6] Groß-Hessen, Regierungsbezirk Wiesbaden, Landkreis Usingen
- ab 1946: Deutsches Reich, Amerikanische Besatzungszone, Hessen, Regierungsbezirk Wiesbaden, Landkreis Usingen
- ab 1949: Bundesrepublik Deutschland, Hessen, Regierungsbezirk Wiesbaden, Landkreis Usingen
- ab 1968: Bundesrepublik Deutschland, Hessen, Regierungsbezirk Darmstadt, Landkreis Usingen
- ab 1972: Bundesrepublik Deutschland, Hessen, Regierungsbezirk Darmstadt, Landkreis Usingen, Gemeinde Schmitten
- ab 1972: Bundesrepublik Deutschland, Land Hessen, Regierungsbezirk Darmstadt, Hochtaunuskreis, Gemeinde Schmitten

## Bevölkerung

### Einwohnerentwicklung
| Arnoldshain: Einwohnerzahlen von 1834 bis 2021 | Arnoldshain: Einwohnerzahlen von 1834 bis 2021 | Arnoldshain: Einwohnerzahlen von 1834 bis 2021 | Arnoldshain: Einwohnerzahlen von 1834 bis 2021 | Arnoldshain: Einwohnerzahlen von 1834 bis 2021 |
| --- | ---------------------------------------------- | ---------------------------------------------- | ---------------------------------------------- | ---------------------------------------------- |
| Jahr |                                                |                                                |                                                | Einwohner                                      |
| 1834 | 1834                                           |                                                | 610                                            | 610                                            |
| 1840 | 1840                                           |                                                | 668                                            | 668                                            |
| 1846 | 1846                                           |                                                | 698                                            | 698                                            |
| 1852 | 1852                                           |                                                | 693                                            | 693                                            |
| 1858 | 1858                                           |                                                | 676                                            | 676                                            |
| 1864 | 1864                                           |                                                | 750                                            | 750                                            |
| 1871 | 1871                                           |                                                | 689                                            | 689                                            |
| 1875 | 1875                                           |                                                | 702                                            | 702                                            |
| 1885 | 1885                                           |                                                | 596                                            | 596                                            |
| 1895 | 1895                                           |                                                | 634                                            | 634                                            |
| 1905 | 1905                                           |                                                | 571                                            | 571                                            |
| 1910 | 1910                                           |                                                | 566                                            | 566                                            |
| 1925 | 1925                                           |                                                | 537                                            | 537                                            |
| 1939 | 1939                                           |                                                | 493                                            | 493                                            |
| 1946 | 1946                                           |                                                | 750                                            | 750                                            |
| 1950 | 1950                                           |                                                | 825                                            | 825                                            |
| 1956 | 1956                                           |                                                | 937                                            | 937                                            |
| 1961 | 1961                                           |                                                | 965                                            | 965                                            |
| 1967 | 1967                                           |                                                | 1.098                                          | 1.098                                          |
| 1970 | 1970                                           |                                                | 1.158                                          | 1.158                                          |
| 1980 | 1980                                           |                                                | ?                                              | ?                                              |
| 1990 | 1990                                           |                                                | ?                                              | ?                                              |
| 2000 | 2000                                           |                                                | ?                                              | ?                                              |
| 2011 | 2011                                           |                                                | 1.830                                          | 1.830                                          |
| 2021 | 2021                                           |                                                | 2.050                                          | 2.050                                          |
| Datenquelle: Historisches Gemeindeverzeichnis für Hessen: Die Bevölkerung der Gemeinden 1834 bis 1967. Wiesbaden: Hessisches Statistisches Landesamt, 1968. Weitere Quellen: LAGIS; Gemeinde Schmitten; Zensus 2011 |                                                |                                                |                                                |                                                |

### Einwohnerstruktur 2011
Nach den Erhebungen des Zensus 2011 lebten am Stichtag dem 9. Mai 2011 in Arnoldshain 1830 Einwohner. Darunter waren 159 (8,7 %) Ausländer.
Nach dem Lebensalter waren 360 Einwohner unter 18 Jahren, 738 zwischen 18 und 49, 420 zwischen 50 und 64 und 309 Einwohner waren älter.
Die Einwohner lebten in 792 Haushalten. Davon waren 216 Singlehaushalte, 273 Paare ohne Kinder und 252 Paare mit Kindern, sowie 39 Alleinerziehende und 12 Wohngemeinschaften. In 165 Haushalten lebten ausschließlich Senioren und in 558 Haushaltungen lebten keine Senioren.

### Historische Religionszugehörigkeit
| • 1885: | 350 evangelische (= 58,72 %), 240 katholische (= 40,27 %), 6 anderes christliche-konfessionelle (= 1,01 %) Einwohner |
| • 1961: | 615 evangelische (= 63,73 %), 304 katholische (= 31,50 %) Einwohner                                                  |

## Wappen
Blasonierung: „In Silber ein schwarzer Pfahl, belegt mit einer roten Waage und einem gesenkten silbernen Schwert.“
Das am 8. November 1952 von der Gemeinde angenommene Wappen ist nach den seit 1816 geführten Siegeln gestaltet. Diese bringen nämlich eine personelle Darstellung der Justitia mit Waage in der Rechten und Schwert in der Linken. Die Farbgebung verweist auf die alten Landesherren: die Herren von Reifenberg und von Hattstein, unter deren gemeinsamer Landeshoheit der Ort gestanden hat, und der Grafen von Bassenheim, an die er dann 1686 überging. Nach seinem Anfall an Nassau (1806) hat er seit 1816 ein GERICHTSSIEGEL ZU ARNOLDSHAIN geführt, das den nassauischen Löwenschild enthält.

## Kultur und Sehenswürdigkeiten

### Bauwerke

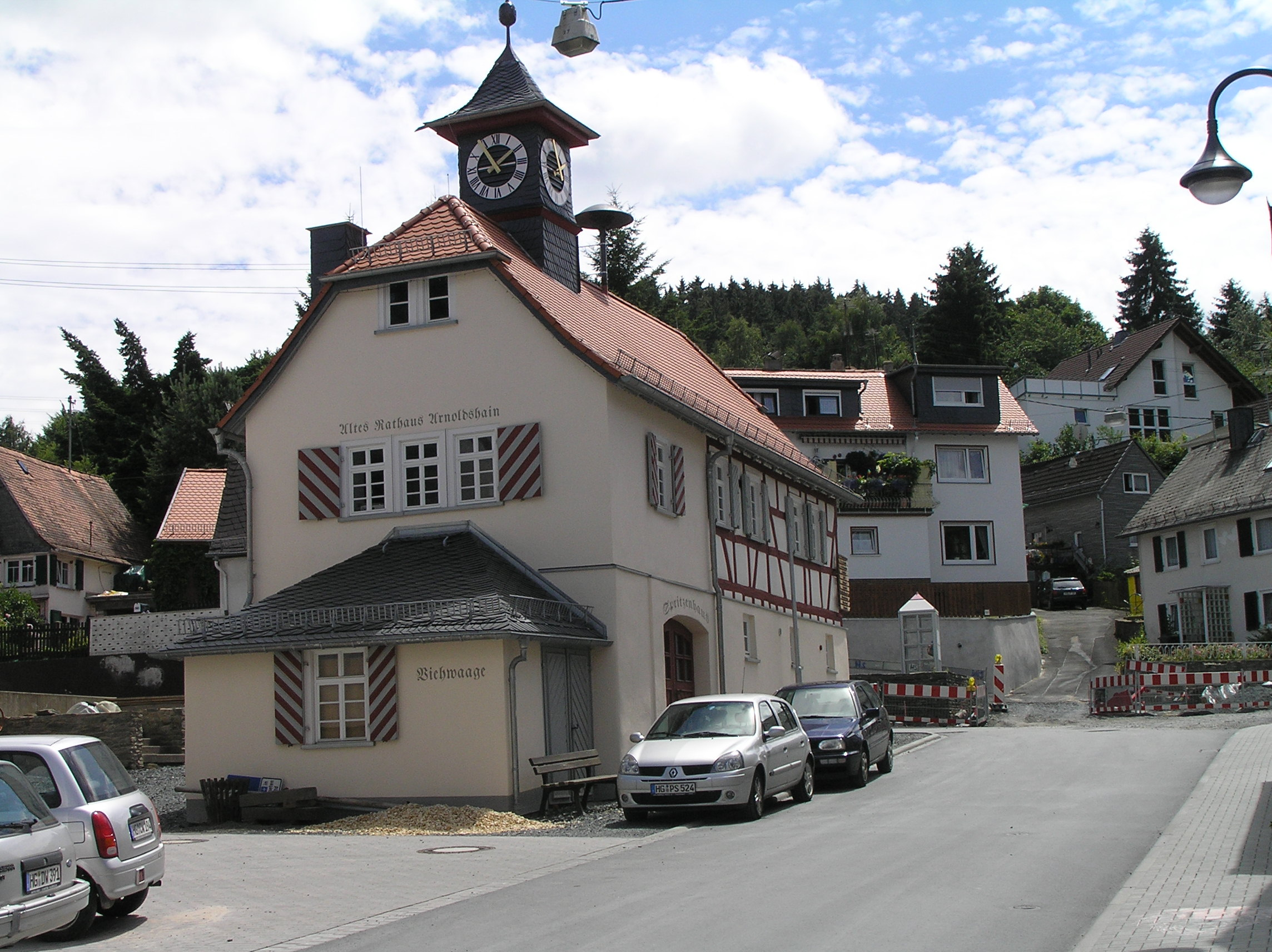
Altes Rathaus Arnoldshain

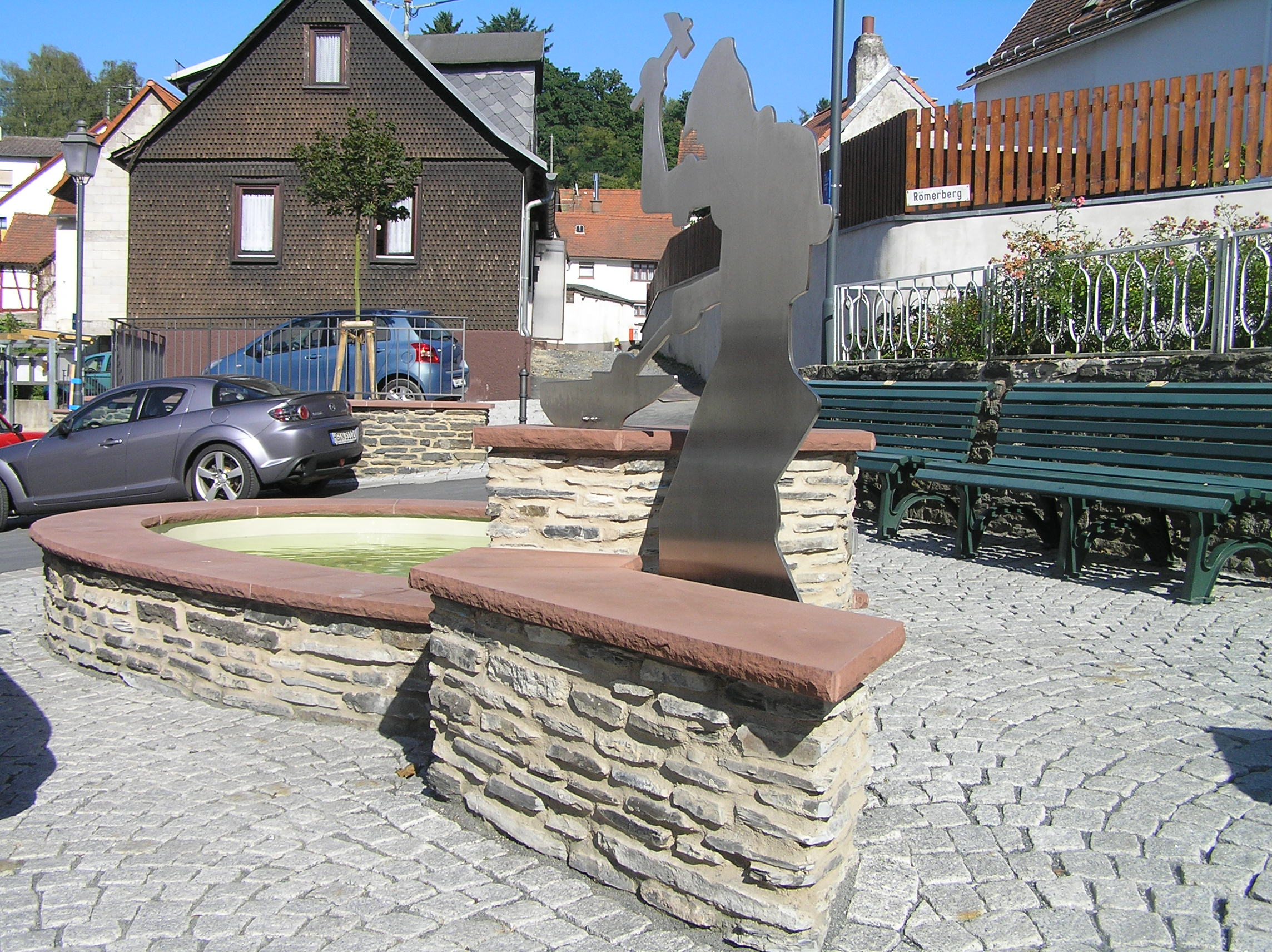
Skulptur am Brunnen

Für die unter Denkmalschutz stehenden Gebäude siehe die Liste der Kulturdenkmäler in Arnoldshain.
Das Alte Rathaus in der Ortsmitte wurde um 1800 als Rathaus und Gemeinde-Backhaus erbaut. Bis 1822 war auch die Schule hier untergebracht. Im späten 19. Jahrhundert wurde ein Spritzenhaus angebaut und 1914 eine Viehwaage ergänzt. 1972 mit dem Zusammenschluss zur Gemeinde Schmitten endet die Nutzung als Rathaus. Heute wird das Gebäude durch den Geschichtsverein, als Heimatmuseum und als Gemeindearchiv genutzt.
Im Zuge der Dorferneuerung wurde 2008 der Dorfbrunnen gegenüber dem alten Rathaus erneuert und eine Edelstahlskulptur errichtet, die einen Schmied zeigt und damit auf die Tradition des eisenverarbeitenden Handwerks in den Taunusdörfern erinnert.
Ebenfalls befindet sich auf Arnoldshainer Gemarkung der Sandplacken, die Passhöhe auf der Kanonenstraße, einer der Verkehrsadern vom Hintertaunus in das Rhein-Main-Gebiet. Da vor allem an Wochenenden der Sandplacken von vielen Wanderern als Ausgangspunkt zu Wanderungen durch den Taunus genutzt wird, befinden sich hier ein Ausflugslokal sowie ein Hotel.
Außerdem gibt es ein Naturfreundehaus im Ortsteil Hegewiese.
- Zu den römischen Relikten auf dem Gebiet von Arnoldshain siehe die separaten Artikel Kleinkastell Altes Jagdhaus und Kleinkastell Heidenstock.

### Laurentiuskirche

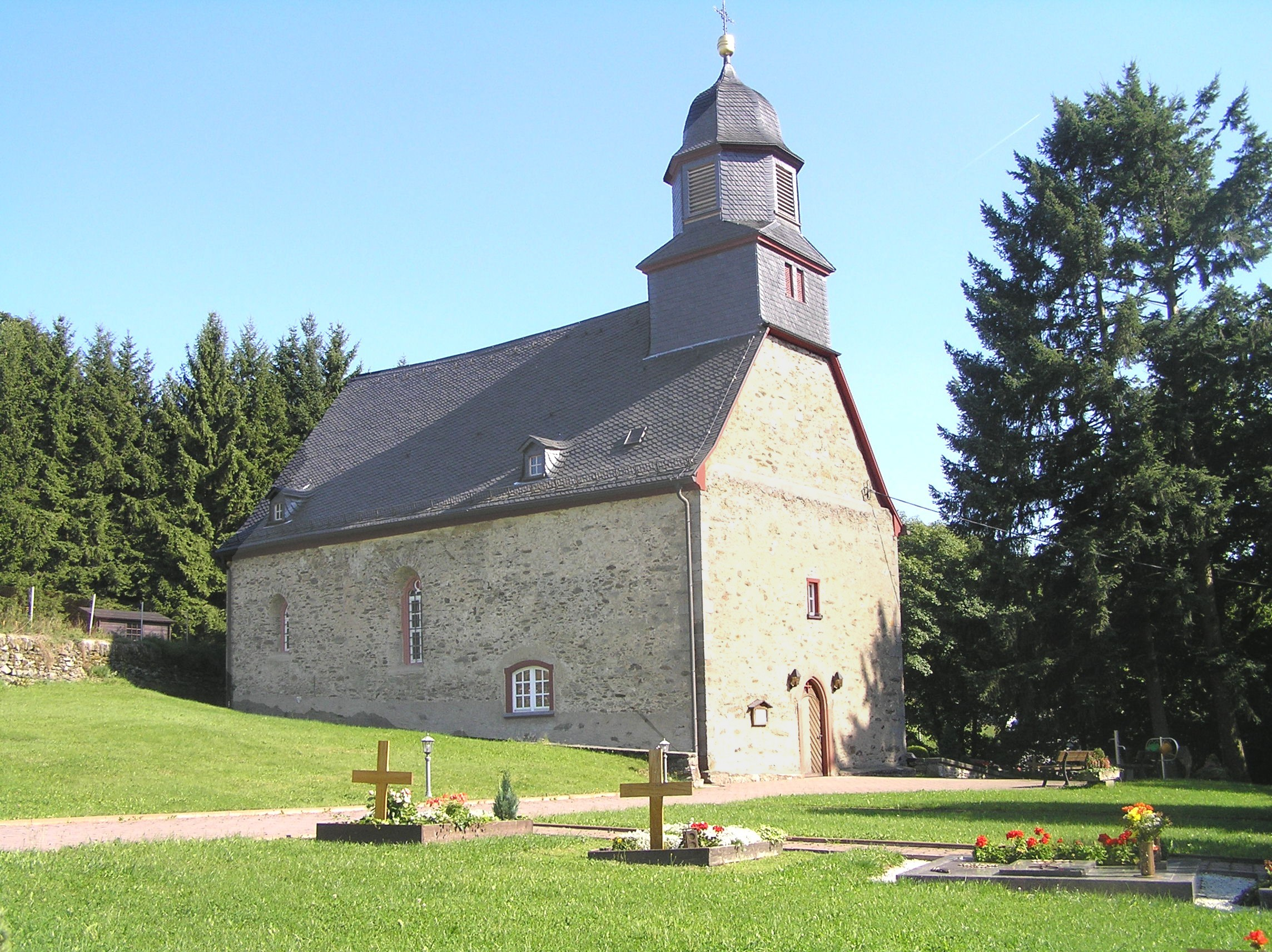
Laurentiuskirche in Arnoldshain

Die Laurentiuskirche zu Arnoldshain wurde erstmals im Jahr 1215 im „Rotulus omnium iurium“ (Verzeichnis aller Rechte) erwähnt. Sie ist jedoch deutlich älter, die Grundmauern werden auf das Jahr 1100 datiert. Die Kirche war die Hauptkirche der Ritter von Hattstein, die in der benachbarten Burg Hattstein ihren Hauptsitz hatten. Zunächst gehörte die Kirche kirchenrechtlich zu Schloßborn. Etwa um 1300 bestand eine eigene Pfarrei in Arnoldshain. Der erste Pfarrer, der namentlich überliefert ist, wurde 1492 genannt. 1488 wurde die Marienglocke gegossen. Nach einem Einsturz des Dachstuhls erfolgte 1761 bis 1764 eine umfassende Sanierung. 1783 wurde die erste Orgel eingerichtet. Diese war vorher in der Idsteiner Stadtkirche im Einsatz. Weitere Sanierungen erfolgten 1901 und in den 1950er Jahren. Trotz einiger Erweiterungen der ehemals achteckigen Kapelle ist der alte Teil bis heute erhalten. Die Laurentiuskirche gehört damit zu den ältesten noch genutzten Gebäuden im Hochtaunus.
Das dreiteilige gotische Glasfenster hinter der Orgel von ca. 1470 zeigt links das Reifenberger Wappen, in der Mitte St. Georg mit dem Drachen und rechts ein Falkner abgebildet. Künstler soll der Hausbuchmeister, ein mittelrheinischer Maler, Zeichner und Kupferstecher des ausgehenden 15. Jahrhunderts oder einer seiner Schule gewesen sein. Der Arnoldshainer Maler Hans Adam gestaltet 1960 weitere Glasfenster. Der Altar aus Villmarer Marmor und die Kanzel werden auf die erste Hälfte des 19. Jahrhunderts datiert. Das kunstvoll geschmiedete Kirchhoftor wurde 1760 in Frankfurt hergestellt.

### Lokaler Dialekt
Die Sprache der Arnoldshainer und der anderen Hochtaunusdörfer ähnelt sich sehr, aber es gibt auch Ausnahmen. Die Ursache für dieses Phänomen dürfte der Einfluss der Westerwälder, bzw. Wetterauer Mundart in den weilabwärts gelegenen Dörfern sein, während in den oberen Ortschaften durch vielfältige Verbindungen seit alters her das untermainische Idiom die Sprache mitgeprägt hat.

## Infrastruktur
Im Ort gibt es einen Kindergarten sowie ein Dorfgemeinschaftshaus.

### Evangelische Akademie
Die in Arnoldshain ansässige Evangelische Akademie mit ihrer Tagungsstätte „Martin Niemöller-Haus“ erlangte 1957 durch die Aufstellung der acht Arnoldshainer Abendmahlsthesen Berühmtheit. Es wurde versucht, die Voraussetzungen für eine Abendmahlsgemeinschaft zwischen den lutherischen, unierten und reformierten Gliedkirchen der Evangelischen Kirche in Deutschland herzustellen (siehe: Arnoldshainer Konferenz). 2012 wurde die Akademie mit der Evangelischen Stadtakademie Römer 9 zur Evangelischen Akademie Frankfurt fusioniert.

### Bildung
Der Schulunterricht in Arnoldshain wurde zunächst nach Konfessionen getrennt in gemieteten Räumen durchgeführt. 1750 wurde für den Unterricht der evangelischen Kinder erstmals ein Haus erworben. Erster Lehrer dieser Schule war der Strumpfweber Johann Friedrich Reeck dem später sein Bruder folgte. Ab 1773 war Christian Reuter aus Rod am Berg Lehrer. Dessen Nachfolger Ludwig Alberti war der erste Lehrer, der ein Lehrerseminar besucht hatte. 1817 wurde im Herzogtum Nassau die Simultanschule eingeführt. 1821/1822 wurde ein neues Schulhaus in der Stichelwiese erbaut, in dem nun die Kinder beider Konfessionen unterrichtet wurden. 80 Schüler und 44 Schülerinnen wurden darin in vier Klassenstufen unterrichtet.
Seit den 1950er Jahren wurden die Schulen von Schmitten und Arnoldshain zu einer gemeinsamen Volksschule zusammengelegt. 1960 wurde hierzu am heutigen Standort das neue Schulgebäude errichtet. Mit der Schulreform von 1967 wurde diese Volksschule zur vierklassigen Grundschule. Die Gebietsreform in Hessen führte dazu, dass Arnoldshain und Schmitten Ortsteile der neuen Großgemeinde Schmitten wurden. Das alte Schulgebäude an der Stichelwiese wurde nun abgerissen.
Die Grundschule „Jürgen-Schumann-Schule“ wurde nach dem Piloten Jürgen Schumann benannt, der am 16. Oktober 1977 bei der Entführung des Flugzeugs „Landshut“ durch ein palästinensisches Terrorkommando in Aden ermordet wurde. Eine Reihe von Aus- und Neubauten erweiterte den Schulbau in den folgenden Jahrzehnten.